# Govert Suijs (ca. 1610-1671)
Govert Abelsz. Suijs  (?, circa 1610 – Gouda, 3 mei 1671) was burgemeester van de Nederlandse stad Gouda.

## Leven en werk
Suijs werd in 1644 ingeschreven als poorter van Gouda. In 1648 werd hij lid van de Goudse vroedschap. Deze functie bekleedde hij van 1648 tot het jaar van zijn overlijden 1671. In die periode vervulde hij meerdere regentenfuncties. Hij was onder meer fabriekmeester (1651 en 1662), tresorier (1652), en elfmaal schepen. In het jaar van zijn overlijden was hij burgemeester van Gouda. Zowel zijn zoon Johan als zijn kleinzoon Govert werden evenals hij burgemeester van Gouda. Zijn dochter Maria trouwde met de Goudse burgemeester Gijsbert Cincq. Suijs trouwde in 1636 met Susanna Hoebeek. Na haar overlijden hertrouwde hij in 1664 met Margarita van Tol. Suijs overleed in 1671 en werd begraven in de Sint-Janskerk van Gouda.
Suijs was ook kolonel van de Goudse schutterij. In die hoedanigheid staat hij afgebeeld op een schilderij van Ferdinand Bol uit 1653. Suijs zou de eerste persoon van links zijn.
Suijs zorgde ervoor, samen met zijn collega burgemeester Adriaen Cornelisz. Vereyck, dat de kartons, de oorspronkelijke tekeningen, van de Goudse glazen bewaard zijn gebleven. Zij lieten in de kamer van de kerkmeesters een afgesloten bewaarplaats voor deze kartons inrichten.

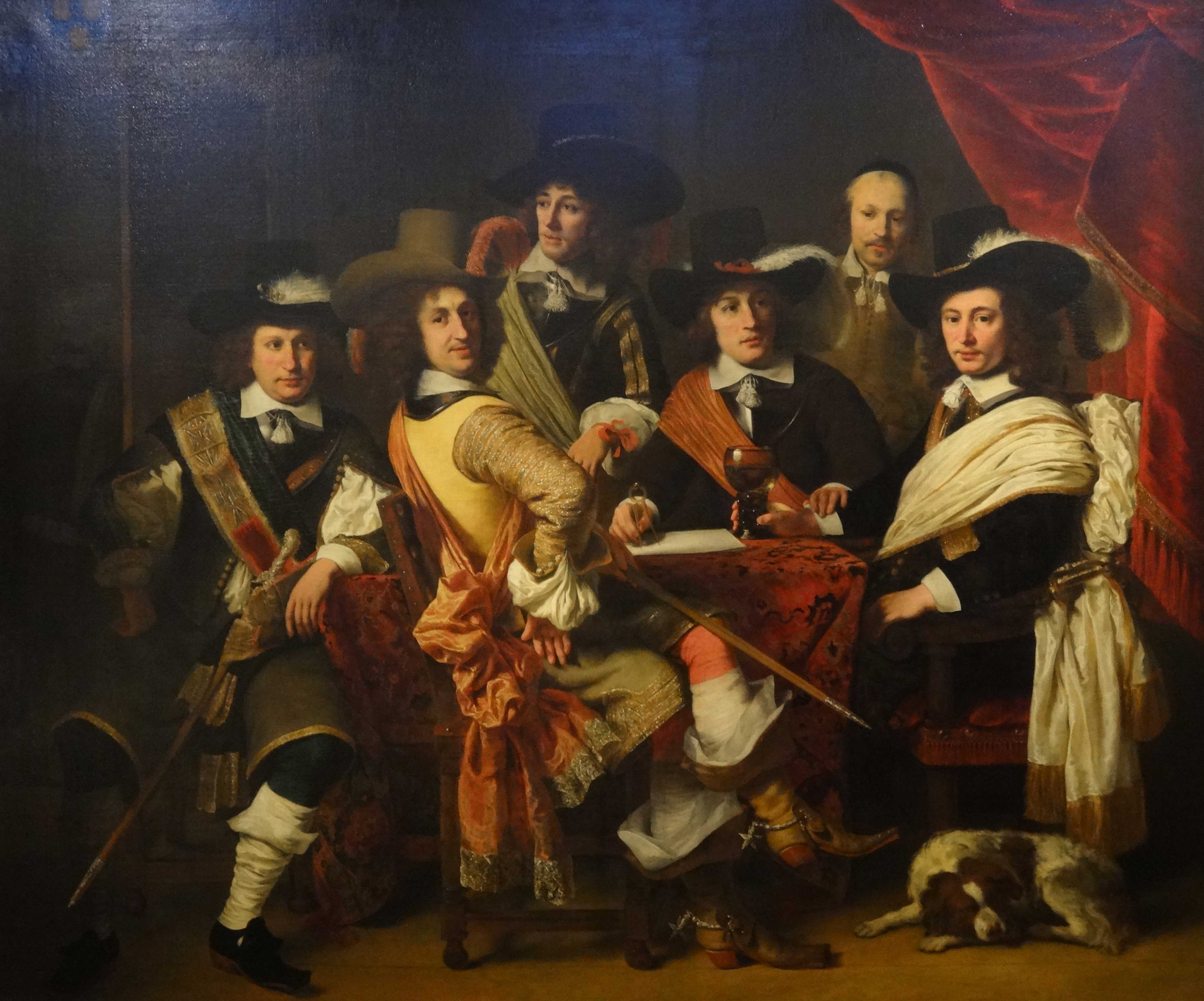
Officieren van de Goudse schutterij onder leiding van kolonel Govert Suijs (waarschijnlijk de eerste van links), geschilderd door Ferdinand Bol in 1653